# China Guangfa Bank
China Guangfa Bank (vereinfachtes Chinesisch: 广 发 银行; traditionelles Chinesisch: 廣 發 銀行; Pinyin: Guǎng Fā Yínháng, kurz: CGB) ist eine Handelsbank mit Sitz in Guangzhou in der Volksrepublik China. Die Bank wurde im September 1988 als Guangdong Development Bank (vereinfachtes Chinesisch: 广东 发展 银行; traditionelles Chinesisch: 廣東 發展 銀行; Pinyin: Guǎngdōng Fāzhǎn Yínháng) gegründet.
CGB bietet eine breite Palette von Finanzdienstleistungen an, darunter Privat- und Firmenkundengeschäfte, Vermögensverwaltung sowie Beratungsdienste. Es hat mehr als 500 Niederlassungen in Festlandchina, Hongkong und Macau. GDB hat seinen Sitz in der an der Grenze zu Hongkong gelegenen Provinz Guangdong und verfügt über eine Bilanzsumme von 294,64 Milliarden US-Dollar (2017), womit sie zu den 100 größten Banken weltweit gehört. Das Netzwerk wurde auf 34 Filialen, 661 Geschäftsstellen, 114 Bankzentren für Kleinunternehmen und 13 Smart Banks in 71 Städten in 16 Provinzen und autonomen Regionen. Die Bank hat über 9 Millionen E-Banking-Kunden, über 27 Millionen Kreditkarten vergeben und Korrespondenzbankpartnerschaften mit 1.687 Bankzentralen und deren Niederlassungen in mehr als 128 Ländern und Regionen.